# 斎藤君子
齋藤君子（さいとう きみこ、1944年 - ）は、日本の口承文芸学者。
上智大学外国語学部ロシア語科卒業。専門はロシアとシベリアの民話。シベリア先住民族やロシア民族の口承文芸と日本の口承文芸の比較研究に従事。シベリアには「猿蟹合戦」や「かちかち山」など、日本の代表的な昔話の類話が広く流布しており、それらの資料を提供し、比較研究を進めることによって、日本ではすでに忘れ去られた語りの本来的意味を明らかにしてきた。それと同時に、ロシア民族やシベリア諸民族の昔話や怪異譚を日本の子どもたちのために絵本などにして提供する仕事にも精力的に取り組む。近年は口承文芸の中で自然災害がどのように語り継がれてきたかを研究テーマとしている。

## 著書
1. シベリア民話への旅 平凡社 1993.3
2. ロシアの妖怪たち 大修館書店 1999.12
3. モスクワを歩く 都市伝説と地名の由来 東洋書店 2008.7 （ユーラシア選書）
4. 悪魔には2本蝋燭を立てよ ロシアの昔話俗信都市伝説 三弥井書店 2008.11
5. シベリア神話の旅 三弥井書店 2011.10
6. 神々と精霊の国 西シベリアの民俗と芸能 国書刊行会 2015.12

## 翻訳
1. ほんのちょっぴりのさいなん ソビエト諸民族のわらいばなし 八重岳書房 1978.12
2. 口承文芸と現実 ヴェ・ヤ・プロップ 三弥井書店 1978.9
3. 魔法の馬シフカ＝ブールカ ロシアの民話魔法むかしばなし 八重岳書房 1979.4 （心の文庫）
4. 魔法昔話の起源 ウラジーミル・プロップ せりか書房 1983.7
5. イワン王子と火の鳥と灰色オオカミ ロシアの昔ばなし 小峰書店 1985.3 （世界の昔ばなし）
6. ロシア昔話 ウラジーミル・プロップ せりか書房 1986.5
7. シベリア民話集 1988.12 岩波文庫
8. カムチャトカにトナカイを追う チュクチャ族の自然と伝説 ウラジミール・V.レベジェフ,ユーリー・B.シムチェンコ 平凡社 1990.3
9. ねずみの王女 ほるぷ出版 1992.3 （世界みんわ絵本 ロシア・カレリア）
10. シベリア民族玩具の謎 アリーナ・チャダーエヴァ 恒文社 1993.9
11. 太陽と月とカラス ロシアのむかしむかし ネット武蔵野 2003.2
12. スズメと子ネズミとホットケーキ ロシアのむかしむかし イリーナ・カルナウーホヴァ ネット武蔵野 2003.2
13. わなにかかった母ぐま アナトーリー・オストロウーモフ ネット武蔵野 2003.6
14. 風呂とペチカ ロシアの民衆文化 リピンスカヤ・V.A.編 群像社 2008.5
15. 魔法昔話の研究 - 口承文芸学とは何か ウラジーミル・プロップ 講談社〈講談社学術文庫 1954〉、2009年6月。ISBN 978-4-06-291954-8。

## 主要論文
1. 「『雀の仇討ち』の呪力―北東アジアの類話からの考察」『口承文芸研究』第35号、2012.3、91-104頁
2. 「語りは荒ぶる神々を鎮める」『聴く　語る　創る　第21号　東日本大震災を語り継ぐ』日本民話の会、2013.1、24‐25頁
3. 「ツングース満州語族の『隣の爺型』を読み解く」『比較民俗学会報』第33巻第2号、2013.1、1-11頁
4. 「自然災害とシベリア先住民族の語り―語りは精霊を鎮める」『口承文芸研究』第38号、日本口承文芸学会、2015.3、82-90頁
5. 「自然災害とフォークロア」花部英雄・松本孝三編『語りの講座　伝承の創造力　災害と事故からの学び』、三弥井書店、2015.5 、197-216頁、
6. 「チュルク諸民族の語りの様式性と呪力」『昔話　―研究と資料―』45号、日本昔話学会、2017.3、 5-17頁